# Arthur Alfred Sinnott
Arthur Alfred Sinnott (* 22. Februar 1877 in Crapaud, Prince Edward Island, Kanada; † 18. April 1954 in Winnipeg) war ein kanadischer Geistlicher und römisch-katholischer Erzbischof von Winnipeg.

## Leben
Arthur Alfred Sinnott besuchte das Prince of Wales College in Charlottetown und das St. Dustan’s College. 1896 trat er in das Priesterseminar von Montreal ein, wo er Katholische Theologie und Kanonisches Recht studierte. Sinnott erwarb 1899 in Rom ein Lizenziat im Fach Kanonisches Recht. Er empfing am 18. Februar 1900 in der Kapelle des Päpstlichen Kanadischen Kollegs durch Kurienerzbischof Edmund Stonor das Sakrament der Priesterweihe.
Ab 1901 lehrte Arthur Alfred Sinnott am St. Dustan’s College. Zwei Jahre später wurde er Privatsekretär des Apostolischen Delegaten in Kanada, Erzbischof Donato Raffaele Sbarretti Tazza.
Am 9. Dezember 1915 ernannte ihn Papst Benedikt XV. zum ersten Erzbischof von Winnipeg. Der Apostolische Delegat in Kanada, Pellegrino Francesco Stagni OSM, spendete ihm am 21. September 1916 die Bischofsweihe; Mitkonsekratoren waren der Erzbischof von Ottawa, Charles Hugh Gauthier, und der Bischof von Calgary, John Thomas McNally. Die Amtseinführung erfolgte am 24. Dezember 1916.
Papst Pius XII. nahm am 14. Januar 1952 das von Arthur Alfred Sinnott vorgebrachte Rücktrittsgesuch an und ernannte ihn zum Titularerzbischof von Sebastea.